# Les Cerqueux-sous-Passavant
Les Cerqueux-sous-Passavant är en kommun i departementet Maine-et-Loire i regionen Pays de la Loire i nordvästra Frankrike. Kommunen ligger i kantonen Vihiers som tillhör arrondissementet Saumur. År 2018 hade Les Cerqueux-sous-Passavant 498 invånare.

## Befolkningsutveckling
Antalet invånare i kommunen Les Cerqueux-sous-Passavant
| Referens: INSEE |